# Maeda Jun
Maeda Jun (麻枝 准 (Ma Chi Chuẩn) sinh ngày 3 tháng 1 năm 1975) là một nhà văn người Nhật, một trong những thành viên chủ chốt của công ty phần mềm Key; các đóng góp chủ yếu của ông là viết kịch bản, phổ lời và sáng tác nhạc cho các sản phẩm visual novel của công ty. Sinh ra và lớn lên ở Mie, Nhật Bản, ông tốt nghiệp trung học Mie và sau đó theo học ở Đại học Chukyo, chuyên ngành tâm lý học. Trước khi thành lập Key, Maeda làm việc tại công ty Tactics, nơi ông cho ra đời hai tác phẩm game đầu tay của mình là MOON. và ONE ~Kagayaku Kisetsu e~. Sau khi Key ra đời, ông tiếp tục thành công với các tác phẩm nổi tiếng khác là Kanon, AIR và CLANNAD. Ông cũng là tác giả của bộ manga Hibiki's Magic và là tác giả của anime Charlotte.

## Tiểu sử

### Thời trai trẻ
Maeda Jun bắt đầu viết kịch bản khi còn rất nhỏ, anh đã viết một gamebook nghiệp dư đầu tiên của mình lúc mới chỉ học tiểu học. Ban đầu, Maeda lấy cảm hứng từ bộ gamebook Grailquest của nhà văn J.H. Brennan, đặc biệt là hai quyển đầu tiên trong bộ này là The Castle of Darkness và The Den of Dragons mà anh cho là rất thú vị. Trong thời gian học trung học, Maeda làm việc cho tờ báo của trường và thậm chí đã đăng lên đó một vài truyện ngắn của mình. Sau khi vào học trường trung học Mie, anh bắt đầu viết lời bài hát và soạn nhạc. Đây cũng là khoảng thời gian mà anh tiếp cận và say mê thể loại tiểu thuyết giả tưởng (fantasy). Khi học Đại học Chukyo, anh sáng tác và đăng tải một số truyện ngắn lên tạp chí The Sneaker của nhà xuất bản Kadokawa Shoten (chuyên xuất bản light novel seinen). Cuối cùng, khi viết luận văn tốt nghiệp đại học của mình, anh bắt đầu thưởng thức nhạc điện tử techno.

### Bước đi đầu tiên
Khi vẫn còn học đại học, Maeda tìm cách làm việc như một nhà soạn nhạc trò chơi điện tử thật thụ, và mong muốn làm việc tại các công ty lớn có tiếng như Nihon Falcom Corporation, Namco và Capcom nhưng không thành công. Cuối cùng anh cũng có cơ hội thực hiện một cuộc phỏng vấn tuyển chọn vị trí phát triển game của công ty TGL, nhưng vẫn không nhận được việc làm do không thể cung cấp các tài liệu chính xác. Sau đó Maeda nghĩ rằng anh không thể có công việc phù hợp trong lĩnh vực âm nhạc, và anh quyết định thay đổi chọn lựa sự nghiệp của mình để trở thành một nhà biên kịch trò chơi điện tử. Vào giữa thập niên 90, Maeda quyết định thử sức trong việc sáng tác kịch bản trò chơi điện tử dành cho người lớn. Trong vòng một tháng, Maeda đã viết một kịch bản dài 300 trang về các câu chuyện erotic, và có ý định bán nó cho một nhà phát triển game người lớn. Ban đầu anh thử nghiệm với công ty AliceSoft, nhà sản xuất hàng loạt các tựa game Rance nổi tiếng, nhưng cuối cùng Maeda đã quyết định hợp tác với Scoop. Vào năm 1997, ông là người viết kịch bản chính cho game đầu tay của công ty Scoop là Chaos Queen Ryoko, tuy nhiên do không hài lòng với môi trường làm việc ở đây, Maeda đã đệ đơn xin nghỉ việc ngay sau khi hoàn tất kịch bản game này.

### Từ Tactics đến Key
Sau khi rời Scoop vào năm 1997, Maeda xin làm việc cho công ty Tactics mới thành lập, thuộc quyền của nhà xuất bản Nexton. Ở đó, ông tiếp tục viết kịch bản và sáng tác nhạc cho tựa game thứ hai là MOON., kế tiếp là tựa game thứ ba mang tên ONE ~Kagayaku Kisetsu e~ vào năm 1998. Sau khi nhận được sự phản hồi tích cực của người chơi lẫn giới chuyên môn cho cả hai tựa game trên, Maeda cùng nhiều nhân viên thực hiện MOON. và ONE, trong đó có Hinoue Itaru, Orito Shinji, Hisaya Naoki và OdiakeS, đã rời Tactics và đến làm việc cho công ty xuất bản trò chơi điện tử Visual Art's, nơi họ cùng nhau thành lập Key (một công ty con thuộc quyền Visual Art's).
Sau khi Key ra đời, Maeda tiếp tục sáng tác nhạc và kịch bản cho Kanon, tựa game đầu tiên của họ được phát hành năm 1999 và rất phổ biến trong thị trường game dành cho người lớn ở Nhật Bản lúc bấy giờ. Bên cạnh Maeda, phần lớn kịch bản của Kanon được viết bởi Hisaya Naoki, tuy nhiên ông đã rời bỏ Key ngay sau khi Kanon được sản xuất. Kế đó, hầu hết kịch bản của tựa game thứ hai là AIR đều do Maeda sáng tác, ông còn đảm nhiệm luôn phần phổ lời và soạn nhạc cho các ca khúc đặc trưng của visual novel này. Bốn năm sau đó, vào năm 2004, Key phát hành tựa game thứ ba là CLANNAD, đồng thời cũng là trò chơi thành công nhất và dài nhất của Maeda Jun; Maeda đã đóng góp đến 75% kịch bản và một bài hát chủ đề cho tác phẩm này. Cũng trong năm 2004, Maeda thực hiện bộ manga Hibiki's Magic, vốn bắt nguồn từ một truyện ngắn ông viết thời còn đi học. Từ năm 2005, ông sáng tác nhạc và kịch bản cho hai tựa game thứ năm và thứ sáu của Key là Tomoyo After ~It's a Wonderful Life~ (vốn bắt nguồn từ CLANNAD) và Little Busters! (2007). Maeda tuyên bố trên tạp chí Comptiq vào tháng 2 năm 2007 sau khi hoàn tất Little Busters!, rằng ông sẽ không tham gia viết kịch bản chính cho các tựa game về sau của Key nữa. Tuy nhiên trong một cuộc phỏng vấn vào tháng 12 cùng năm của tạp chí Dengeki G's Magazine, Maeda cho biết ông vẫn sẽ tiếp tục sáng tác nhạc cho các trò chơi tiếp theo của Key. Năm 2007, ông còn sáng tác ca khúc kết thúc của tựa game Himawari no Chapel de Kimi (không phải của Key), tham gia đội ngũ sản xuất âm thanh trong tựa game 5 của Ram phát hành vào tháng 7 năm 2008. Maeda tiếp tục tham gia việc soạn nhạc và giám định chất lượng sản phẩm cho tựa game thứ chín của Key là Rewrite, phát hành năm 2011. Năm 2010, Maeda hợp tác cùng Na-Ga và tạp chí Dengeki G's Magazine của nhà xuất bản ASCII Media Works cho ra đời tác phẩm truyền thông hỗn hợp Angel Beats! (một sản phẩm khác của Key nhưng chưa được chuyển thể thành game), với vai trò là nhà biên kịch và lập kế hoạch, cũng như sáng tác nhạc cho anime.

## Phong cách sáng tác
Thông thường nội dung của các visual novel do Maeda Jun sáng tác luôn xoay quanh chủ đề gia đình và mối liên kết khắng khít giữa các thành viên với nhau. Trong đó phổ biến nhất là mối quan hệ giữa mẹ và con gái, thể hiện rõ nét ở Kanon và AIR. Tuy nhiên, trong tác phẩm đầu tay của mình là MOON., Maeda đã tạo ra một sự xung đột trong mối quan hệ giữa nhân vật nữ chính và người mẹ kế. Mặt khác, Maeda hiếm khi mô tả chi tiết tình cha-con, và chỉ trong CLANNAD ông mới đi sâu vào mối quan hệ này theo các khía cạnh khác nhau. Một ý tưởng thường thấy khác là sự hiện thực hóa phép thuật, hoặc tạo ra các yếu tố siêu nhiên xuất hiện trong một hoàn cảnh kì lạ, chẳng hạn như khái niệm Thế giới ảo trong CLANNAD hoặc sử dụng ma thuật trong AIR. Tương tự, khái niệm về sự chuyển đổi một thế giới thật sang một Thế giới vĩnh cửu và huyền bí trong ONE ~Kagayaku Kisetsu e~ được so sánh với tiểu thuyết Xứ sở diệu kỳ tàn bạo và chốn tận cùng thế giới (世界の終りとハードボイルド・ワンダーランド Sekai no owari to hādoboirudo wandārando) của Murakami Haruki, trong đó sử dụng một sự phân nhánh giữa thực tế và ảo tưởng.
Sau khi sản xuất xong MOON. với một cốt truyện bi thảm, Maeda quyết định bắt tay vào thực hiện một dạng visual novel khác gọi là "crying game", trước tiên là One: Kagayaku Kisetsu e. Một crying game thường có kịch bản buồn, có khả năng làm cho người chơi khóc thương cho số phận của nhân vật trong game, đây cũng là một phần của thể loại bishōjo game. Khi thực hiện mục tiêu tương tự với Kanon, Maeda đã lồng ghép các yếu tố sầu thảm cho hai nhân vật chính của tác phẩm là Sawatari Makoto và Kawasumi Mai.

## Sự nghiệp âm nhạc
Maeda Jun cũng soạn và viết lời bài hát hay nhạc nền đặc trưng cho các dự án game mà ông tham gia. Tại Tactics, ông chỉ đóng góp một bài hát cho MOON., nhưng không tham gia phần âm nhạc cho ONE ~Kagayaku Kisetsu e~. Tại Key, ông tham gia sáng tác nhạc cho toàn bộ visual novel của hãng này, trừ planetarian ~Chiisana Hoshi no Yume~. Ông còn sáng tác và viết lời cho bài hát chính kết thúc của loạt anime CLANNAD, và tương tự cho bài hát chính mở đầu của loạt anime thứ hai là CLANNAD ~After Story~. Âm nhạc do Maeda sáng tác cũng được đăng trong bảng xếp hạng Key Sounds Label, một nhãn đĩa do công ty Key quản lý. Trên đó, Maeda cho sản xuất ba đĩa đơn và một album chứa toàn bộ các ca khúc do ông sáng tác, bao gồm: "Natsukage / Nostalgia", "Birthday Song, Requiem", "Spica/Hanabi/Moon", và Love Song; ba bài hát đầu tiên do Lia trình bày, và bài thứ tư được thực hiện bởi Riya. Maeda còn sáng tác hai bài hát là "Doll" (thực hiện bởi Lia và Tada Aoi) và "Human" (thực hiện bởi Lia); cả hai phiên bản của "Doll" được sử dụng như bài hát chủ đề và kết thúc chính cho mùa thứ hai của loạt anime Gunslinger Girls sản xuất năm 2008, trong khi "Human" chỉ được sử dung cho tập phim cuối cùng. Tuy vậy, Maeda chỉ thực sự là nhạc sĩ chính trong quá trình soạn nhạc cho visual novel 5 của Ram năm 2008, ở đó ông đã sáng tác khoảng 20 ca khúc nhạc nền. Maeda cũng đã viết lời và soạn nhạc cho các khúc mở đầu và kết thúc chủ đề trong 5.